# Brzóza (Brzuza)
Brzóza – osada wsi Brzuza w Polsce, położona w województwie mazowieckim, w powiecie węgrowskim, w gminie Łochów.
Leży na zachód od wsi Brzuza.
W latach 1975–1998 miejscowość administracyjnie należała do województwa siedleckiego.
1 stycznia 2003 nastąpiła zmiana nazwy wsi z Brzóza na Brzuza, jednak osada wsi zachowała pisownię Brzóza, a więc przez ó. Rozbieżność ta, mimo że rozróżnia dwie jednostki, może się wydać mylącą.